# Hydraulic Funk
Hydraulic Funk è un album di Afrika Bambaataa in collaborazione con Fred "Hassan" Fowler e Steven "Boogie" Brown, pubblicato nel 2000.

## Tracce
1. Really Feeling
2. Alright
3. Hell Yeah
4. The Spell of Kingu
5. Flash Ligh
6. The Look in Your Eyes
7. Matrix
8. Fiction
9. Party with You
10. Nitro
11. N.W.O.
12. Hydraulic Funk